# Mielnica Podolska
Mielnica Podolska, Mielnica (ukr. Мельниця-Подільська, Melnycia-Podilśka) – wieś na Ukrainie, nad Dniestrem, w obwodzie tarnopolskim, w rejonie czortkowskim.

## Historia
W Słowniku geograficznym Królestwa Polskiego (1885. T. V) miejscowość wzmiankowana jako Mielnica, miasto w powiecie borszczowskim.
1 kwietnia 1934 roku Mielnica otrzymała prawa miejskie.
W okresie międzywojennym była siedzibą komisariatu Straży Celnej jak również stacjonowała tu placówka Straży Celnej „Mielnica”, a później strażnica KOP „Mielnica”.
W marcu 1938 przyznano marszałkowi Edwardowi Śmigłemu-Rydzowi honorowe obywatelstwo Mielnicy.
Pod okupacją niemiecką w Polsce pozbawiona praw miejskich; → gmina Mielnica.
W latach 1943–1944 miejscowość była schronieniem dla ludności z okolicznych wiosek przed atakimi OUN-UPA, niemniej jednak nacjonaliści ukraińscy zamordowali tutaj lub w okolicy 18 Polaków.
W 1989 liczyło 3979 mieszkańców.
W 2013 liczyło 3700 mieszkańców.

## Zabytki
- zamek – zdobyty w 1648 r. przez Kozaków pod wodzą Maksyma Krzywonosa.
- dwór wybudowany na przełomie XVIII i XIX w. w stylu klasycystycznym przez Jerzego Jakuba Dunina Borkowskiego[10]. Do 1906 właścicielem dóbr był Mieczysław Dunin Borkowski[11].

## Ludzie
- Marjan Filipecki – nauczyciel, w 1936 mianowany kierownikiem miejscowej 7-klasowej szkoły[12].
- Mieczysław Piszczkowski – polski historyk literatury polskiej, wykładowca Uniwersytetu Lwowskiego i Uniwersytetu Jagiellońskiego[13].